# Helena Noguerraová
Helena Noguerraová (* 18. května 1969 Brusel) je belgická herečka, zpěvačka a televizní moderátorka portugalského původu.

## Osobní život
Žánrově se pohybuje mezi pop music, trip hopem, prvky Drum and Bass, rytmy bossa novy a šansonem. Vydává u labelu Universal Jazz. Její písňová tvorba se objevila v reklamních spotech a v televizních pořadech jako například v Ardissonově Lunettes noires pour nuits blanches (1988–1990). Pěvecky doprovodila videohru Bayonetta (2010), včetně titulního motivu a coververze Fly Me to the Moon.
V roce 2010 byla hostem na turné francouzské kapely Nouvelle Vague.
Její sestrou je francouzsko-belgická zpěvačka Lio (nar. 1962).

## Filmografie

### Herecká

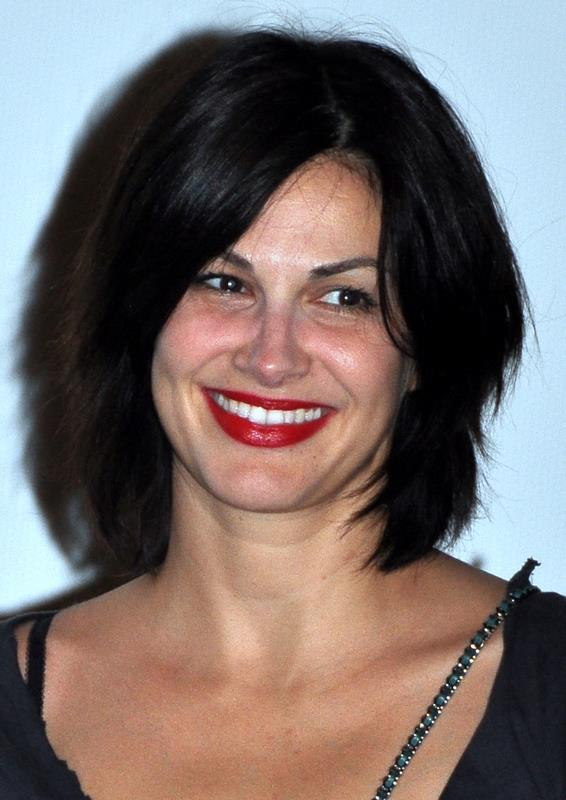
Helena Noguerraová, 2011

- 2011 – À dix minutes de nulle part (televizní film)
- 2011 – L'élève Ducobu
- 2011 – On ne choisit pas sa famille
- 2010 – (K)lamač srdcí
- 2010 – Mumu
- 2005 – V Paříži
- 2005 –  Alex au pays des merveilles
- 2005 – La Boîte noire
- 2005 – Telma demain
- 2005 – 2013, la fin du pétrole (televizní film)
- 2002 – Les Filles, personne s'en méfie
- 2002 – Kdybych byl bohatý
- 2002 – Restauratec (televizní film)
- 2001 – Divin enfant (televizní film)
- 1989 – Le Langage des fleurs
- 1989 – La Salle de bain

### Režijní
- 2008 – X Femmes (erotický, dokumentární), 1. sezóna, 3. díl „Peep-Show Heros“

## Diskografie
- 1988: Lunettes noires SP Carrère 14405 - 1er 45 tours
- 1992: Rivière des anges CD maxi WEA 9031 77361 2
- 1996: Ollano de Marc Colin (Nouvelle Vague)
- 1999: Projet: bikini
- 2001: Azul
- 2004: Née dans la nature
- 2006: Bang
- 2006: Dillinger Girl & Baby Face Nelson dúo con Federico Pellegrini
- 2007: Fraise Vanille